# Camp de Sant Cebrià

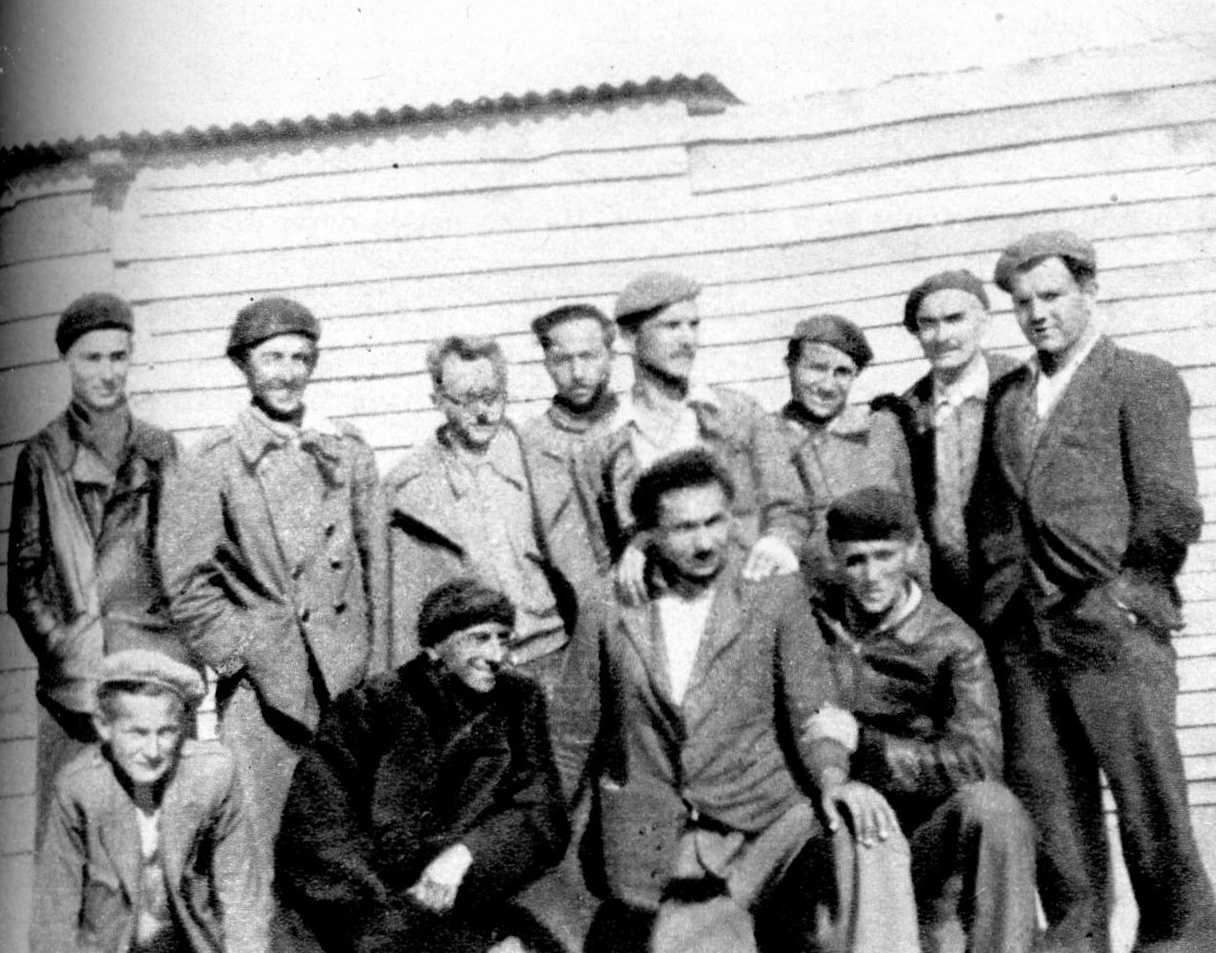
Grup de brigadistes internacionals iugoslaus al camp de Sant Cebrià: Slavko Čolić, Ahmet Fetahagić, Ratko Pavlović-Čičko, Ivan Jakšić, Ivo Vejvo-da, Petar Drapšin, Elijas Engl, Laza Udovički, Ivo Rukavina, Mirko Horvat, Laza Latinović i Mirko Kovačević

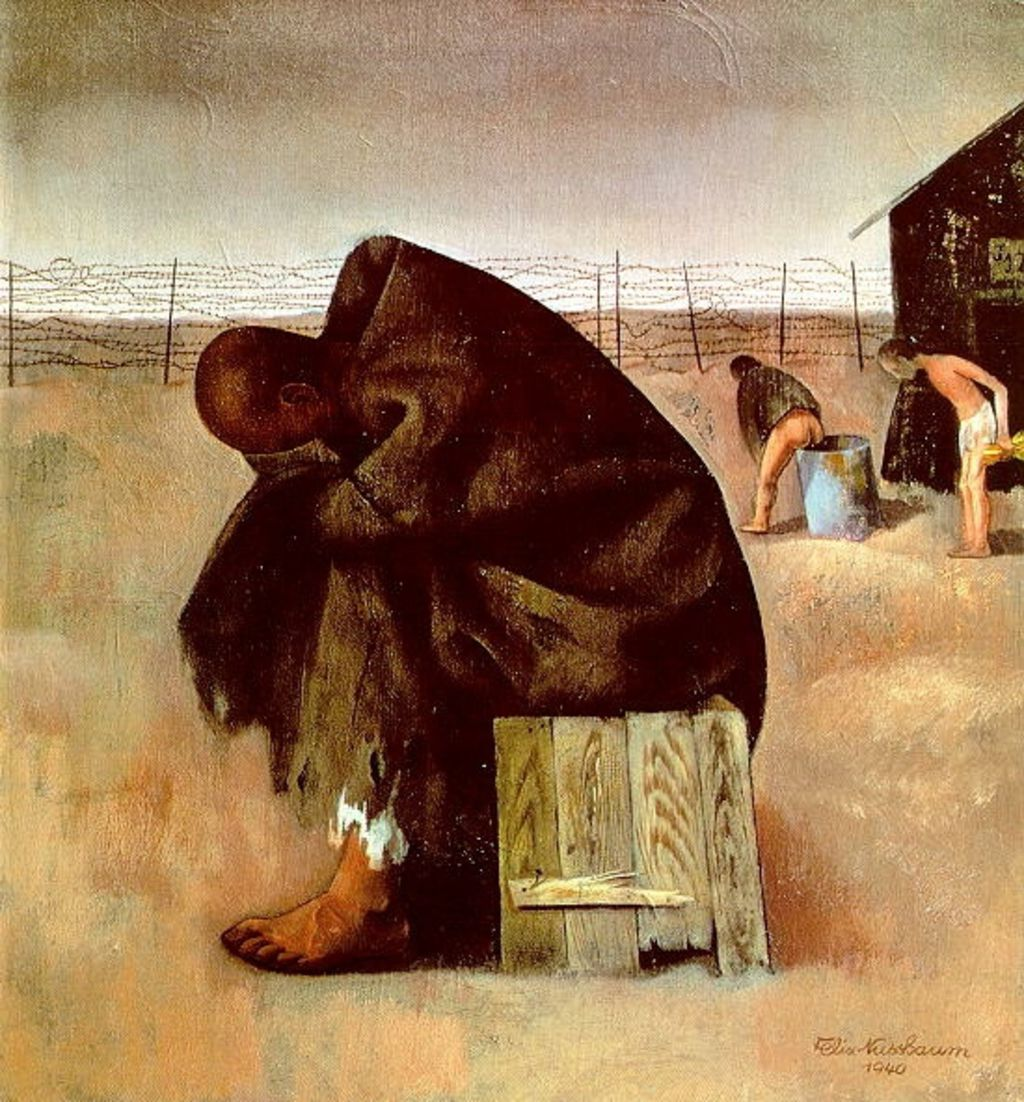
Al camp (camp de presoners) (1941) pintat per Felix Nussbaum després del seu pas pel camp de Sant Cebrià

El Camp de Sant Cebrià fou un camp de concentració francès emplaçat entre 1939 i 1940 a la platja de la comuna nord-catalana de Sant Cebrià (Rosselló), per fer una primera acollida i control dels milers de refugiats republicans espanyols, molts d'ells catalans, que fugien en la Retirada de la Guerra civil espanyola

## Història
Es va construir el 9 de febrer del 1939 a la platja de l’Aigual de Sant Cebrià, en una platja nua envoltada amb filferros excepte per a la part del mar, sense cap mena de construcció o servei.
S'estima que s'hi van arribar a concentrar entre 30.000 i 100.000 persones segons les fonts, que als pocs mesos van ser traslladats al camp del Barcarès. Inicialment acollí homes, dones i nens, amb una majoria d'internats republicans catalans i espanyols, però també hi hagué un contingent importants de brigadistes internacionals alemanys, hongaresos, iugoslaus i d'altres nacionalitats.
Va ser clausurat el 31 d'octubre de 1940, quan ja només restaven unes 4.000 persones que van ser transferides al camp de Gurs.

## Llegat
Per iniciativa de l'alcalde Joan Olibó, l'any 1974 s'erigí un monument de Miquel Paredes prop de l'antic lloc del camp en record de Lluís Companys i dels voluntaris catalans, amb els textos en francès i català següents:
A LLUIS COMPANYS JOVER PRESIDENT DE LA CATALOGNE ET A TOUS LES CATALANS TOMBES POUR LA DEFENSE DE LA LIBERTE DES HOMMES ET DES PEUPLES ENGAGES VOLONTAIRES DANS L'ARMEE FRANÇAISE
(medalló de Lluís Companys) 21-6-1882=15-10-1940 / 1870-1871 / 1914-1918 / 1939-1945

A LLUIS COMPANYS JOVER PRESIDENT DE CATALUNYA I A TOTS ELS CATALANS CAIGUTS DEFENSANT LA LLIBERTAT DELS HOMES I DELS POBLES INCORPORTATS VOLUNTARIAMENT A L'EXERCIT FRANCES